# Bad Aussee
Bad Aussee är en stadskommun i det österrikiska förbundslandet Steiermark. Staden ligger i norra Steiermark i distriktet Liezen vid floden Traun och är centrum för den steiriska delen av regionen Salzkammergut.
Bad Aussee hör till de äldsta bosättningarna i Steiermark. Redan under romartiden fanns det ett samhälle vid Kammerhofgarten. Saltet från saltgruvorna i närheten hanterades i saltverket i Bad Aussee som omnämns för första gången 1147 och som skulle bli ett av de största i Österrike. Saltet utgjorde från medeltiden fram till 1900-talet den ekonomiska basen för stadens utveckling. På 1860-talet blev Bad Aussee också kurort och turismen utvecklades till en viktig näringsgren.
Mitt i staden ligger den gotiska gården Kammerhof där den kungliga saltfogden höll hus. Idag inrymmer byggnaden ett hembygdsmuseum.
I Bad Aussee föddes skådespelaren Klaus Maria Brandauer.

## Kommunen

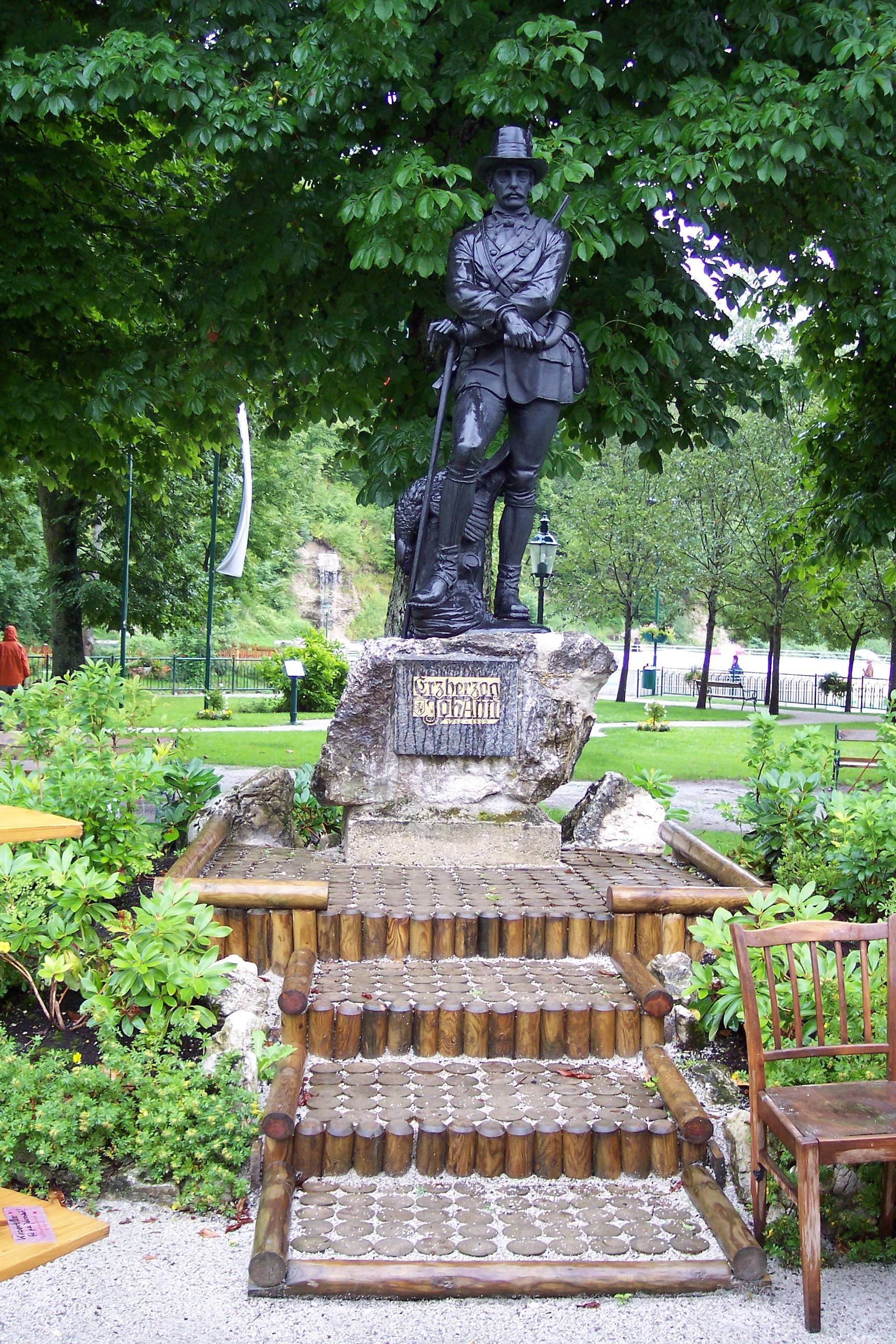
Staty över ärkehertig Johan i stadsparken.

Kommunen har 5 002 invånare (2024) och består av elva orter (Ortschaften) (inom parentes invånarantal 1 januari 2024):

- Anger (444)
- Bad Aussee (1 033)
- Eselsbach (443)
- Gallhof (295)
- Gschlößl (148)
- Lerchenreith (978)
- Obertressen (614)
- Reitern (342)
- Reith (300)
- Sarstein (136)
- Unterkainisch (269)